# バーニヤ
- バーニア

バーニヤ（副尺、遊尺、遊標、バーニア、バーニヤスケール、Vernier Scale）は、ノギス等に付随し最小目盛以下の数値を読取る補助をするもの。フランスの数学者ピエール・ヴェルニエ（Pierre Vernier, 1580-1637）による発明とされ、名称はその名の英語読みに由来する。
転じて、英語では機械工学用語で補助装置の事を vernier と言う。また、微動・微調用に用いられることから、ロケットや宇宙船の姿勢制御用の補助エンジンもバーニヤ（あるいはバーニヤスラスタエンジン、バーニヤエンジン、バーニアスラスタ）と呼ばれる。

## 副尺

ノギスにおける副尺の用法。対向する主尺の目盛線と副尺の目盛線が一直線になる位置の、値7が副尺の読み値。これに副尺の倍率1/10を掛け副尺分の測定値0.7mmとする。主尺の測定値2.4cmに副尺の測定値0.07cmを加えると測定対象の長さが求まる。

多くの場合、主尺（メインスケール）の 9/10 あるいは 19/20 の間隔で目盛が振られており、測定点にバーニヤの 0 点を合せて主尺の目盛とバーニヤの目盛が一致した場所を読取ることによって 1/10 あるいは 1/20 の単位を測定するものである。
通信機や測定器の微動ダイヤル機構で、目盛に副尺がついたものをバーニヤダイアルという。

## ロケット
ロケットの姿勢制御用スラスタ群のうち、微調整用の小出力のものをバーニアスラスタという。例えばスペースシャトルの姿勢制御システムは、38個のプライマリースラスタ(推力3,870N)と、6個のバーニアスラスタ(推力106N)を備えている。

## 鉄道車両
抵抗制御の電車や電気機関車において抵抗器の制御段数を増やし、各制御段間のトルク変動を小さくすることで加速時のショックや動軸の空転を減らした制御方式のことを「バーニヤ抵抗制御」と称する。これにより乗り心地の向上や、駆動力の有効な活用による牽引力の増加を図ることができる。